# Liste der finnischen Botschafter im Vereinigten Königreich
Diese Liste stellt die finnischen Botschafter in London, der britischen Hauptstadt, dar. Der sogenannte Ambassador to the Court of St James’s residiert in 66 Chester Square in London.
| Ernennung Akkreditierung | Name                     | Bemerkungen     | ernannt von                 | akkreditiert bei der Regierung | Posten verlassen |
| ------------------------ | ------------------------ | --------------- | --------------------------- | ------------------------------ | ---------------- |
| 1918                     | Rudolf Holsti            | Geschäftsträger | Kaarlo Juho Ståhlberg       | David Lloyd George             | 1919             |
| 1919                     | Ossian Donner            | Gesandter       | Kaarlo Juho Ståhlberg       | David Lloyd George             | 1926             |
| 1926                     | Armas Saastamoinen       | Gesandter       | Lauri Kristian Relander     | Ramsay MacDonald               | 1932             |
| 1933                     | Georg Achates Gripenberg | Gesandter       | Pehr Evind Svinhufvud       | Ramsay MacDonald               | 1942             |
| 1945                     | Eero A. Wuori            | Geschäftsträger | Carl Gustaf Emil Mannerheim | Winston Churchill              | 1947             |
| 1947                     | Eero Wuori               | Gesandter       | Juho Kusti Paasikivi        | Winston Churchill              | 1952             |
| 1952                     | Ernst Ossian Soravuo     | Gesandter       | Juho Kusti Paasikivi        | Winston Churchill              | 1955             |
| 1955                     | Sakari Tuomioja          |                 | Juho Kusti Paasikivi        | Anthony Eden                   | 1957             |
| 1957                     | Leo Tuominen             |                 | Urho Kekkonen               | Harold Macmillan               | 1968             |
| 1968                     | Otso Wartiovaara         | [ 1 ]           | Urho Kekkonen               | Harold Wilson                  | 1974             |
| 1975                     | Richard Tötterman        | [ 2 ]           | Urho Kekkonen               | Harold Wilson                  | 1983             |
| 1983                     | Ilkka Pastinen           | [ 3 ]           | Mauno Koivisto              | Margaret Thatcher              | 1991             |
| 1991                     | Leif Blomqvist           |                 | Mauno Koivisto              | John Major                     | 1997             |
| 1996                     | Pertti Salolainen        |                 | Martti Ahtisaari            | John Major                     | 2004             |
| 2005                     | Jaakko Laajava           |                 | Tarja Halonen               | Tony Blair                     | 2010             |
| 2010                     | Pekka Huhtaniemi         | [ 4 ]           | Tarja Halonen               | David Cameron                  |                  |